# Жеребцов, Алексей Григорьевич
Алексей Григорьевич Жеребцов (8 [19] февраля 1711 — 7 [18] июля 1777, Санкт-Петербург) — действительный тайный советник, сенатор из рода Жеребцовых.

## Биография
Сын Григория Фёдоровича Жеребцова, участника, под началом графа Б. П. Шереметева, Азовских походов Петра I, родился по разным сведениям: 8 февраля 1711 или 5 февраля 1712 года. Первая дата косвенно подтверждается личным объявлением от 1755 года. Отец известен тем, что 18 августа 1695 года прибыл в Москву с донесением о взятии крепости Тавань (остров на реке Днепр). Брат Николай Григорьевич был московским губернатором.
При Петре I Алексей Григорьевич, будучи гардемарином, был отправлен на обучение во Францию. Службу начал пажом в 1726 году при дворе императрицы Екатерины I. В 1728 году был пожалован камер-пажом, в 1730 году гоф-юнкером, а в 1734 году камер-юнкером; 1 января 1742 года, при императрице Елизавете Петровне, он был пожалован в камергеры с чином генерал-майора. В 1755 году произведён в генерал-лейтенанты с оставлением в придворном звании.
В 1742 году был пожалован орденом Святой Анны; в 1751 году награждён орденом Святого Александра Невского.
6 октября 1757 года  пожалован императрицей Елизаветой Петровной в вечное и потомственное владение селом Кикино «с деревнями Нижнее и Верхнее Болваново, Ермаки, Теренино, Федосово» в Юхновском уезде Смоленской губернии (ныне Тёмкинский район Смоленской области) — всего около 1000 душ крепостных крестьян, находившимся во владении Жеребцовых вплоть до 1826 года. Три года спустя, 16 августа 1760 года, уже в чине генерал-поручика, он был назначен сенатором. В 1762 году ему было велено отправиться в Москву для присутствия на коронации Екатерины II. Императрица пожаловала Жеребцову имения, включая мызу Мануйлово в Ямбургском уезде.
Был уволен от службы с переименованием в действительные тайные советники 23 января 1764 года.
Умер 7 (18) июля 1777 года в Санкт-Петербурге и был погребён на Лазаревском кладбище Александро-Невской лавры.

## Семья
Жена — Мария Михайловна Нарышкина (?—1786), богатая наследница, внучка боярина Григория Филимоновича Нарышкина. Имели многочисленных детей, среди которых:
- Анна (1733—1793), была замужем за гвардии капитаном Николаем Александровичем Лопухиным и за действительным тайным советником Яковом Лукичом Хитрово; от первого брака дочь Евдокия.
- Екатерина (1748—1810), была замужем за тайным советником Петром Григорьевичем Демидовым.
- Мария (1750—1776), была замужем за капитан-поручиком гвардии Василием Ивановичем Протопоповым[8].
- Александр (1754—1807), тайный советник, действительный камергер, был женат на Ольге Александровне урождённой Зубовой (сестре фаворита); у них сын генерал-майор Александр.
- Алексей (1758—1819), тайный советник, сенатор.

## Комментарии
1. ↑  По другим сведениям в 1754 году[6].